# Batalha de Aqbat al-Bakr
A Batalha de Aqbat al-Bakr é uma das batalhas da Guerra civil no Alandalus que eclodiu no Califado de Córdova com o assassinato de Abderramão Sanchuelo, filho de Almançor, a deposição do califa Hixame II e a ascensão ao poder de Maomé ibne Hixame ibne Abede Aliabar, bisneto de Abderramão III.
Em 2 de Junho 1009, as forças do Califado lideradas por Suleimão II os rebeldes berberes liderados por Maomé ibne Hixam (Uádi) e auxiliados estes por um contingente catalão do Reino de Castela se encontram na atual Espiel.
Os comandantes da aliança Catalunha e a Andaluzia eram, Ramon Borrell o conde de Barcelona, Ermengol I, Conde de Urgel, e Hugo I conde de Empurias.